# Mihaíl Stamatóyiannis
Mihaíl Stamatóyiannis (in greco Μιχάλης Σταματογιάννης?; Atene, 20 maggio 1982) è un pesista greco.

## Biografia
Il 31 maggio 2014 viene trovato positovo ai stanozololo ad un controllo antidoping e squalificato 2 anni dalle competizioni fino al 22 giugno 2016.

## Palmarès
| Anno | Manifestazione          | Sede              | Evento           | Risultato | Misura  | Note |
| ---- | ----------------------- | ----------------- | ---------------- | --------- | ------- | ---- |
| 1999 | Mondiali allievi        | Bydgoszcz         | Getto del peso   | 23º       | 17,16 m |      |
| 1999 | Mondiali allievi        | Bydgoszcz         | Lancio del disco | 10º       | 51,42 m |      |
| 2000 | Mondiali juniores       | Santiago del Cile | Getto del peso   | 9º        | 18,12 m |      |
| 2001 | Europei juniores        | Grosseto          | Getto del peso   | 7º        | 16,74 m |      |
| 2008 | Olimpiadi               | Pechino           | Getto del peso   | 36º       | 18,45 m |      |
| 2009 | Giochi del Mediterraneo | Pescara           | Getto del peso   | 8º        | 18,22 m |      |
| 2010 | Mondiali indoor         | Doha              | Getto del peso   | 16º       | 19,51 m |      |
| 2010 | Europei                 | Barcellona        | Getto del peso   | 18º       | 18,58 m |      |
| 2012 | Europei                 | Helsinki          | Getto del peso   | 18º       | 18,95 m |      |
| 2012 | Olimpiadi               | Londra            | Getto del peso   | 25º       | 19,24 m |      |
| 2017 | Europei indoor          | Belgrado          | Getto del peso   | 22º (q)   | 18,83 m |      |

## Altre competizioni internazionali
2013
- 7º agli Europei a squadre ( Gateshead), getto del peso - 18,80 m